# Georges Banu

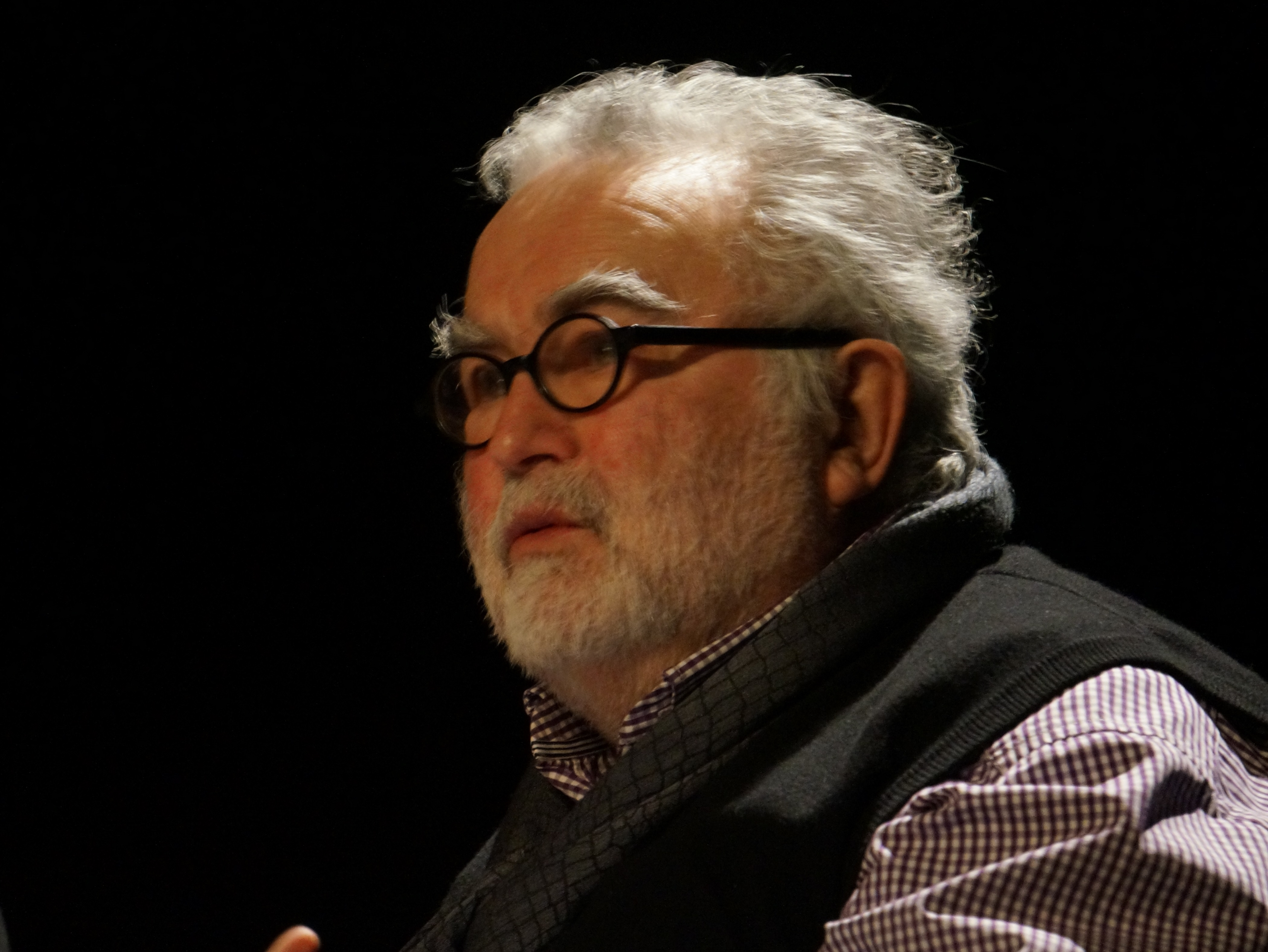
Georges Banu, 2015

Georges Banu (* 22. Juni 1943 in Buzău, Rumänien; † 21. Januar 2023 in Paris, Frankreich) war ein rumänisch-französischer Theaterkritiker und -wissenschaftler.

## Leben
Banu ging 1973 nach Paris, wo er bis zuletzt lebte. Nach Abbruch seines Schauspielstudiums wurde er Theaterkritiker, schrieb Essays über das Theater und verfasste Monographien u. a. über Peter Brook, Giorgio Strehler und Jerzy Grotowski. Er war Emeritus der Theaterwissenschaften an der Sorbonne Nouvelle in Paris. 1990 gründete er zusammen mit Michelle Kokosowski die Académie expérimentale des théâtres, die 2001 ihre Aktivitäten einstellte.

## Schriften (Auswahl)
- Amour et désamour du théâtre, Arles 2013, Actes Sud
- Les voyages du comédien, Paris 2012, Gallimard
- Shakespeare. Métaphores et pratique du théâtre, Avignon 2010, Ed. univ. d’Avignon
- Le repos, Besançon 2009, Les Solitaires Intempestifs
- Miniatures théoriques, Arles 2009, Actes Sud
- Des murs ... au Mur, Paris 2009, Gründ
- La scène surveillée, Arles 2006, Actes Sud
- Le cas Avignon 2005, Vic-la-Gardiole 2005, L’Entretemps
- Les mémoires du théâtre, Arles 2005, Actes Sud
- Nocturnes, Paris 2005, Biro
- Les répétitions, Arles 2005, Actes Sud
- Excercices d’accompagnement, Montpellier 2004, L’Entretemps
- La nuit nécessaire, Paris 2004, Biro
- Yannis Kokkos, Arles 2004, Actes Sud
- L’oubli, Besançon 2002, Les Solitaires Intempestifs
- L’homme de dos, Paris 2001, Biro
- Peter Brook, Paris 2001, Flammarion
- Notre théâtre, la Cerisaie, Arles 1999, Actes Sud
- Le rideau ou la fêlure du monde, Paris 1997, Biro
- Genet à Chatila, Arles 1994, Actes Sud
- Le théâtre, ou l’instant habité, Paris 1993, L’Herne
- Opéra, théâtre: une mémoire imaginaire, Paris 1990, L’Herne
- Der Schauspieler kehrt nicht wieder, Berlin 1990, Alexander ISBN 978-3-923854-34-9.
- Rouge et l'or. Une poétique du théâtre à l'italienne, Paris 1989, Flammarion
- Le théâtre, sorties de secours, Paris 1984, Aubier
- Bertolt Brecht ou le petit contre le grand, Paris 1981, Aubier Montaigne